# José Thomaz Nonô
José Thomaz da Silva Nonô Netto GOMM (Maceió, 17 de agosto de 1947) é um advogado, estrategista e político brasileiro filiado ao União Brasil (UNIÃO). Foi deputado federal por Alagoas por seis mandatos, sendo interinamente presidente da Câmara dos Deputados em 2005. Também foi vice-governador do mesmo estado.

## Biografia
Nascido em Maceió, Filho da Eunice Auto da Silva Nonô e Aloysio Ubaldo da Silva Nonô. Cursou sobre treinamento de lideranças na Harvard University em Massachusetts dos Estados Unidos em 1967, Formado em direito pela Universidade de Lisboa em Portugal entre 1969 e 1970, também na Universidade Federal de Alagoas (UFAL) em 1971 e mestrado pela Universidade Federal de Pernambuco (UFPE) de 1972 a 1973. Cursou política e estratégia marítimas na Escola de Guerra Naval no Rio de Janeiro em 2001.

### Câmara dos Deputados
Filiado ao antigo Partido Democrático Social (PDS), José Thomaz candidatou-se pela primeira vez durante as eleições de 1982 em Alagoas, disputando as oito vagas estaduais para a Câmara dos Deputados. Impulsionado pelo então companheiro de partido Fernando Collor, foi o quarto candidato mais bem votado, conseguindo 45 122 votos (8,56%) e iniciando seu mandato no ano seguinte.
Nas eleições de 1986, migrou para o antigo Partido da Frente Liberal (PFL; atual Democratas). Apoiando Divaldo Suruagy para o Senado Federal, foi reeleito como o deputado mais votado do estado, com 94 526 votos (27,86%), percentualmente seu melhor resultado histórico.
Já nas eleições de 1990, em coligação com o Partido Social Cristão (PSC), foi reeleito para um terceiro mandato em sexto lugar, com apenas 32 749 votos. Sendo eleito Geraldo Bulhões como governador de Alagoas pelo PSC, José Thomaz ficou atrás dos candidatos do PSC Vitório Malta e Augusto Farias, impulsionados pelo partido do governador eleito.
Nas eleições de 1994, migrou para o Partido do Movimento Democrático Brasileiro (PMDB; atual MDB) para apoiar o favorito ao governo estadual, Divaldo Suruagy. Com 50 938 votos (10,40%), foi reeleito como o segundo deputado mais votado no estado.
Nas eleições de 1998, migrou para o Partido da Social Democracia Brasileira (PSDB), mesmo o PMDB tendo feito coligação com o mesmo. Com 51 274 votos, foi reeleito em quarto lugar, em votação encabeçada por Olavo Calheiros do PMDB, companheiro de coligação.
Nas eleições municipais de 2000, José Thomaz retornou para o PFL, e disputou a prefeitura de Maceió. Entretanto, conseguiu apenas 26 271 votos (9,38%), perdendo no primeiro turno em quarto lugar para Kátia Born, coligada ao PSDB.
Nas eleições de 2002, conseguiu o sexto mandato na Câmara em coligação com o Partido Trabalhista Brasileiro (PTB), recebendo 55 354 votos (4,74%) e acabando em sétimo lugar na lista encabeçada pelo favorito João Lyra do PTB.
Em 2004, José Thomaz foi admitido pelo presidente Luiz Inácio Lula da Silva ao grau de Grande-Oficial especial da Ordem do Mérito Militar. Até a renúncia de Severino Cavalcanti em setembro de 2005, o deputado era o primeiro vice-presidente da Câmara dos Deputados. Nesse mês, entre os dias 21 e 28, exerceu interinamente o cargo de presidente da Câmara. Disputou as eleições internas de 2005 para permanecer na presidência da Câmara dos Deputados, mas perdeu em acirrada disputa contra Aldo Rebelo, que venceu por 258 votos (51,49%) ante 243 (48,51%) de Nonô.
Nas eleições de 2006, abdicou da Câmara para disputar a única vaga para o Senado Federal. Conseguiu 120 656 votos, seu maior eleitorado da história, porém acabou em terceiro lugar com 9,65%, perdendo para Fernando Collor e seus 550 725 votos.

### Governo de Alagoas
Nas eleições de 2010, tendo a denominação do partido sido trocada de PFL para DEM, disputou o governo estadual como vice do então governador Teotônio Vilela Filho, do PSDB. Teotônio foi reeleito em segundo turno com 712 789 votos (52,74%). Embora tenha se tornado vice-governador com sucesso, essa foi a última eleição disputada por Nonô, que aposentou-se da política em 2015.